# Overasselt
Overasselt ist ein Ort der Gemeinde Heumen in der niederländischen Provinz Gelderland. Die Ansiedlung an der Maas war bis zum 1. Juli 1980 eine eigenständige Gemeinde.

## Sehenswürdigkeiten
Spätgotischer Chor der ehemaligen reformierten Pfarrkirche St. Antonius Abt